# Kaszonyi-hegy
Kaszonyi-hegy är en kulle i Ungern.   Den ligger i provinsen Szabolcs-Szatmár-Bereg, i den nordöstra delen av landet, 270 km öster om huvudstaden Budapest. Toppen på Kaszonyi-hegy är 209 meter över havet.
Terrängen runt Kaszonyi-hegy är huvudsakligen mycket platt. Runt Kaszonyi-hegy är det ganska glesbefolkat, med 43 invånare per kvadratkilometer. Närmaste större samhälle är Vásárosnamény, 18,7 km sydväst om Kaszonyi-hegy. Trakten runt Kaszonyi-hegy består till största delen av jordbruksmark.